# المررزوم (إب)

تعديل مصدري - تعديل

المررزوم هي إحدى قرى عزلة شعب يافع بمديرية إب التابعة لمحافظة إب، بلغ تعداد سكانها 436 نسمة حسب تعداد اليمن لعام 2004.